# Bear Valley Springs
Bear Valley Springs är en ort (CDP) i Kern County, i delstaten Kalifornien, USA. Enligt United States Census Bureau har orten en folkmängd på 5 172 invånare (2010) och en landarea på 107 km².